# Ringiculoides kurilensis
Ringiculoides kurilensis is een slakkensoort uit de familie van de Ringiculidae. De wetenschappelijke naam van de soort is voor het eerst geldig gepubliceerd in 1966 door Minichev.